# Vitol'd Fokin
Vitol'd Pavlovyč Fokin (in ucraino Вітольд Павлович Фокін?, in russo Витольд Павлович Фокин?, Vitol'd Pavlovič Fokin; Novomykolaïvka, 25 ottobre 1932 – Kiev, 20 marzo 2025) è stato un politico ucraino, Primo ministro dal 23 ottobre 1990 al 1º ottobre 1992. Fu la prima personalità a ricoprire tale carica dopo lo scioglimento della Repubblica socialista sovietica ucraina.

## Biografia
Vitold Pavlovich Fokine si laureò presso l'Università Politecnica di Dnipro.
Il 17 ottobre 1990, in seguito alle dimissioni di Vitaliy Massol, venne nominato Presidente del Consiglio dei Ministri della Repubblica Socialista Sovietica Ucraina. Il 18 aprile 1991 divenne Primo Ministro dell'Ucraina e formò il governo Fokine.
In qualità di Primo Ministro, Vitol'd Fokin introdusse ampie riforme verso un'economia di mercato, sebbene i critici sostenessero che la sua inazione e i suoi programmi basati sul credito incoraggiassero vari progetti improduttivi che causarono un'iperinflazione (1.210% nel 1992) e un rallentamento economico generale. Si dimise l'8 ottobre 1992, sotto la pressione della Verkhovna Rada (il parlamento ucraino) e dell'opinione pubblica.
Nel marzo 2022, durante l'invasione russa dell'Ucraina, un missile russo colpì la casa di Vitold Fokin, che tuttavia non rimase ferito, poiché in quel momento si trovava in Moldavia.
Vitold Fokine morì il 20 marzo 2025, all'età di 92 anni. Il presidente ucraino Volodymyr Zelensky ha descritto la sua morte come "un senso di perdita per tutti gli ucraini".